# گربه تیفانی

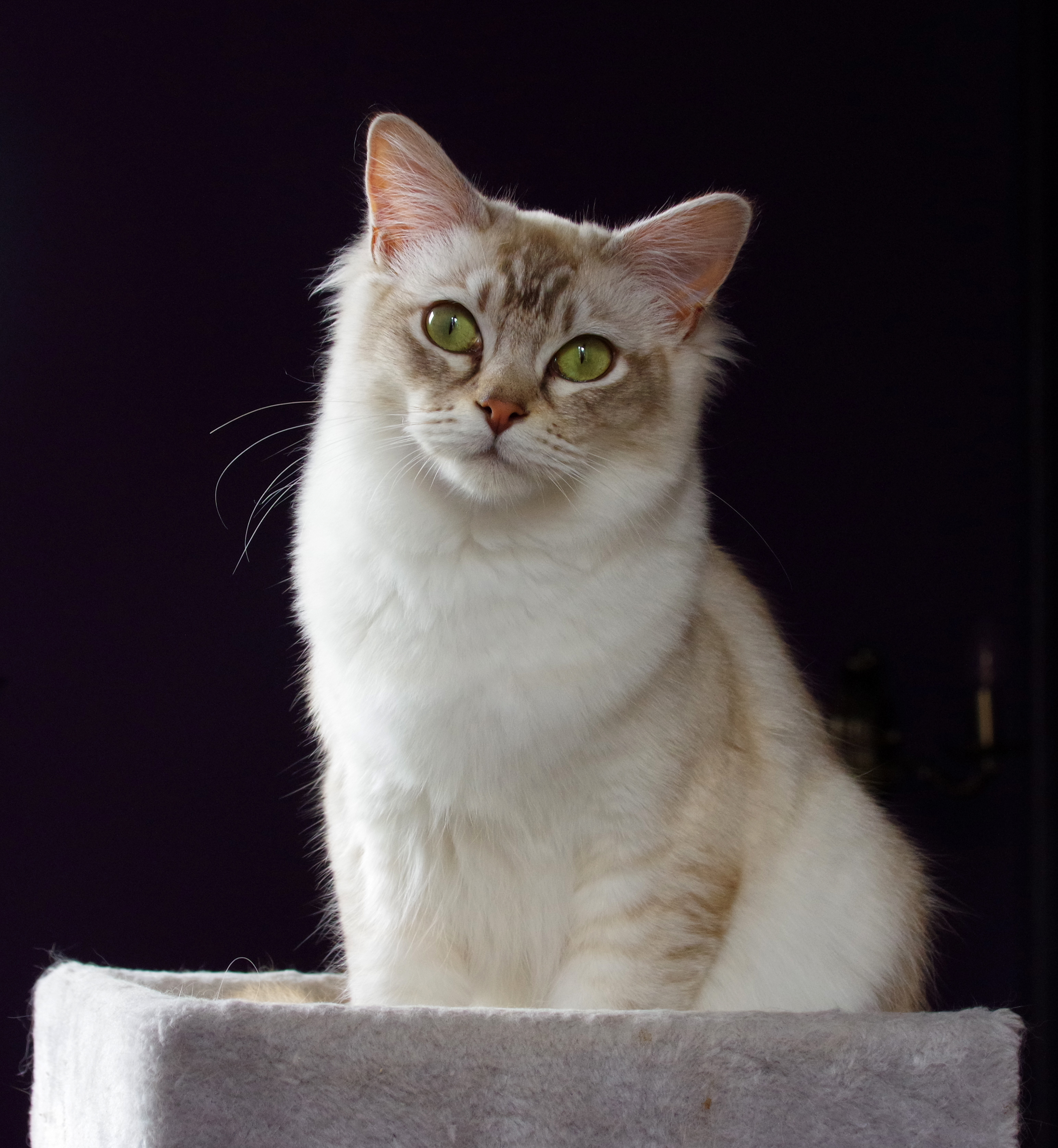
گربه ماده با سایه نقره‌ای شکلاتی و قهوه‌ای مایل به قهوه‌ای

تیفانی نژادی از گربه است که از نظر ظاهری شبیه به گربه آسیایی موکوتاه است، با این تفاوت که طول خز آن نیمه بلند است. این نژاد متعلق به گروه آسیایی است و به‌طور کلی در رنگ‌ها و الگوهای رایج گربه‌های آسیایی موکوتاه یا برمه‌ای شناخته می‌شود. مانند سایر گربه‌های گروه آسیایی، این نژاد در دهه ۱۹۸۰ در بریتانیا با آمیزش یک گربه ایرانی و یک برمه‌ای توسعه یافت.
در سازمان‌های ثبت نژاد گربه که این نژاد را به رسمیت می‌شناسند، این گربه به‌طور رسمی با نام تیفانی ثبت می‌شود یا در گروه آسیایی تحت عنوان تیفانی یا آسیایی مو بلند قرار می‌گیرد. در برخی از سازمان‌های ثبت، رنگ‌بندی این نژاد محدود به رنگ‌های نقره‌ای یا طلایی با نوک‌های رنگی یا سایه‌دار است و در این حالت نژاد به نام‌های برمیلا مو بلند یا تیفانی استرالیایی ثبت می‌شود. در میان دوست‌داران گربه، این نژاد همچنین با نام آسیایی نیمه‌بلند شناخته می‌شود.

## تاریخچه

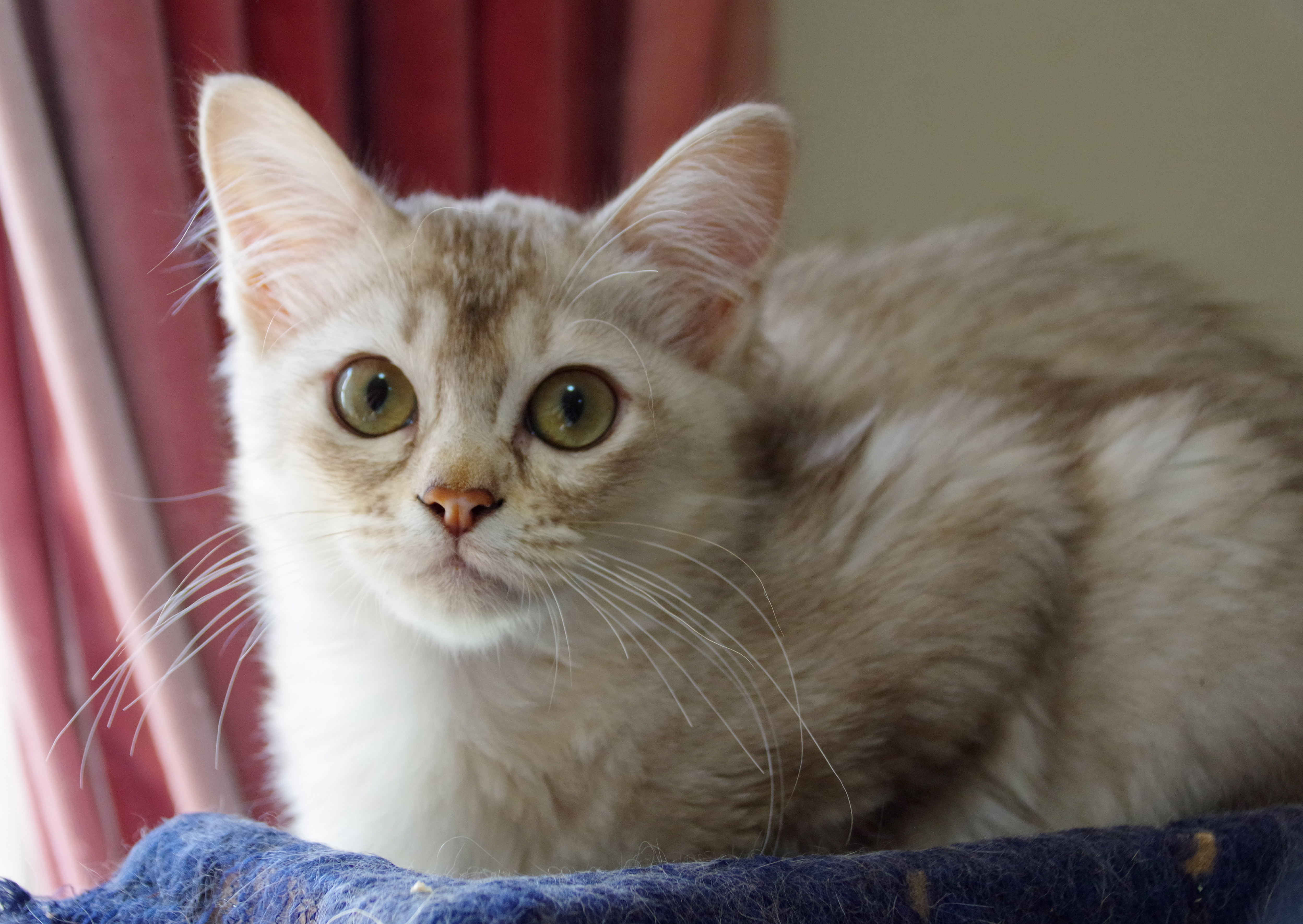
بچه گربه ماده با سایه نقره ای شکلاتی

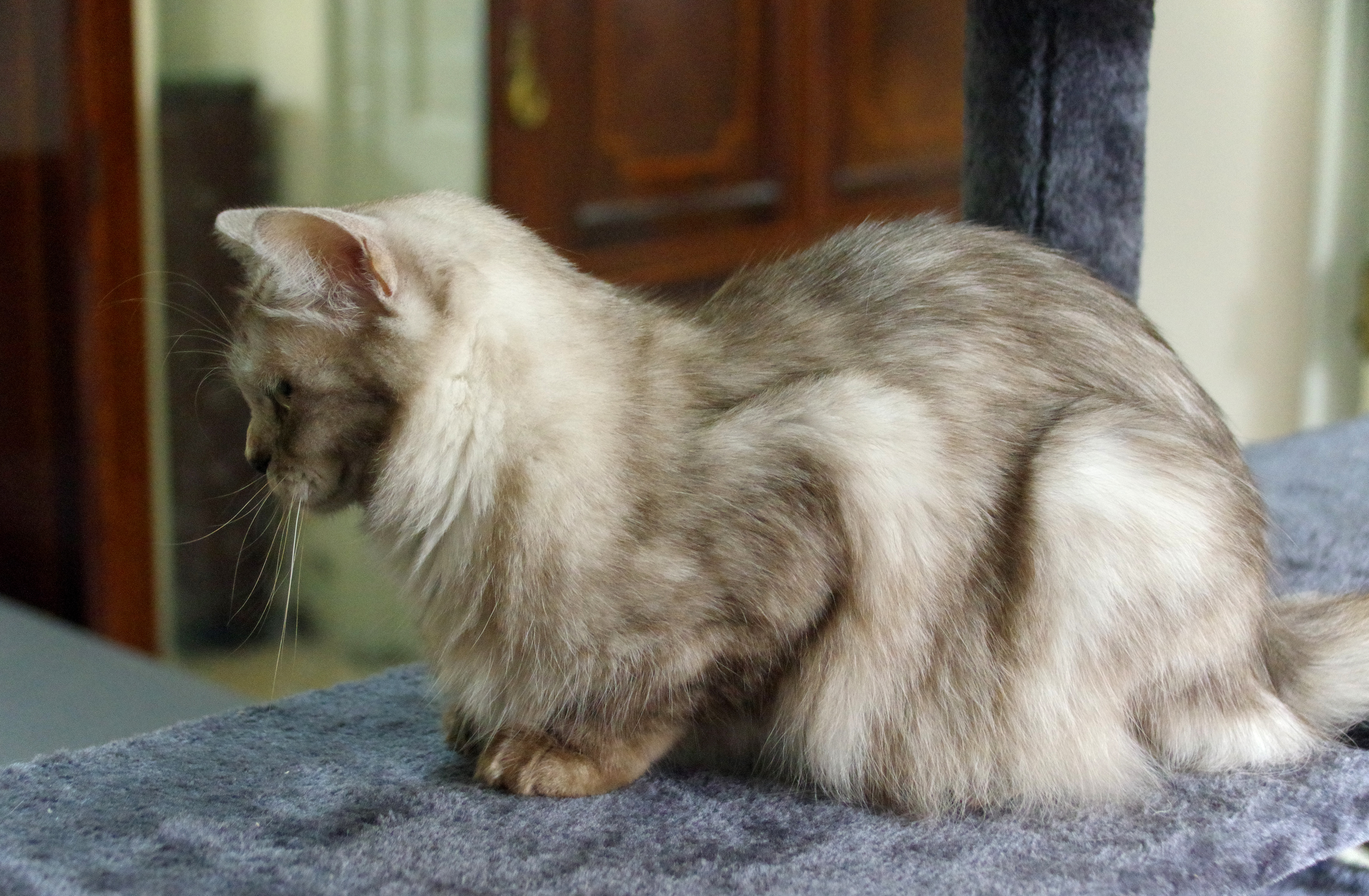
نمای کناری از یک گربه ماده با سایه نقره‌ای لاک‌پشتی شکلاتی

### مبدأ
تیفانی در دهه ۱۹۸۰ در بریتانیا به عنوان یک نسخه مو بلند از نژاد مو کوتاه آسیایی پرورش داده شد. ریشه این نژاد را می‌توان به جفت‌گیری بین یک گربه ایرانی و یک برمه ای نسبت داد.

### شناخت
نژاد تیفانی در سازمان‌های مختلف گربه‌دوستی به‌طور کامل به رسمیت شناخته شده است، از جمله در انجمن سلطنتی گربه‌دوستی بریتانیا (GCCF), انجمن فرانسوی ثبت نژاد گربه‌ها (LOOF), و انجمن آفریقای جنوبی (SACC). همچنین این نژاد در فدراسیون جهانی گربه‌ها (WCF) در وضعیت پیش‌ثبت قرار دارد و در انجمن بین‌المللی گربه‌ها (TICA) فقط به صورت ثبت‌نامی پذیرفته شده است.

### تیفانی استرالیایی
یکی از نهادهای حاکم در استرالیا (اتحادیه ملی گربه‌های واراتا، WNCA، که اکنون با نام Australian National Cats Inc. , ANCATS شناخته می‌شود) از نام تیفانی استرالیایی استفاده می‌کند؛ با این حال، پذیرش و استانداردسازی بین‌المللی از آن پیروی نکرد. این گربه با تیفانی اروپایی و شانتیلی-تیفانی آمریکای شمالی متفاوت است. تیفانی بریتانیایی نیز از تلاقی گربه‌های چینچیلای ایرانی و برمه ای سرچشمه می‌گیرد. با این حال، تیفانی‌های استرالیایی اساساً برمیلاهای مو بلند هستند، زیرا فقط با نوک نقره‌ای یا طلایی یا سایه‌دار وجود دارند. این نژاد در اواخر دهه ۱۹۹۰ در استرالیا به‌طور جداگانه از گربه‌های تیفانی اروپایی با اصلاح نژاد آنها با چینچیلای ایرانی توسعه داده شد. بنابراین، بسیاری از تیفانی‌های استرالیایی حاوی بیش از سه چهارم چینچیلای ایرانی هستند و ظاهر و خلق و خوی چینچیلای ایرانی قدیمی را حفظ می‌کنند. به‌طور خلاصه، تیفانی استرالیایی و تیفانی بریتانیایی هر دو از تلاقی چینچیلای ایرانی و برمه‌ای ایجاد شده‌اند، اما نسخه استرالیایی حاوی چینچیلای ایرانی بیشتری است. در نتیجه، فقط نوک نقره‌ای و طلایی و سایه‌دار در تیفانی استرالیایی مجاز است. استفاده از این نام به دلیل استانداردهای سهل‌انگارانه برای نام نژاد، فقدان هویت منحصر به فرد و ترکیب ژنتیکی متنوع، رو به کاهش است.